# Großer Galtenberg
Großer Galtenberg – szczyt w Alpach Kitzbühelskich, w paśmie Alp Wschodnich. Leży w Austrii w Tyrolu. Szczyt leży w sąsiedztwie Wiedersberger Horn, Kreuzjoch i Steinbergstein.